# Philips Wouwerman

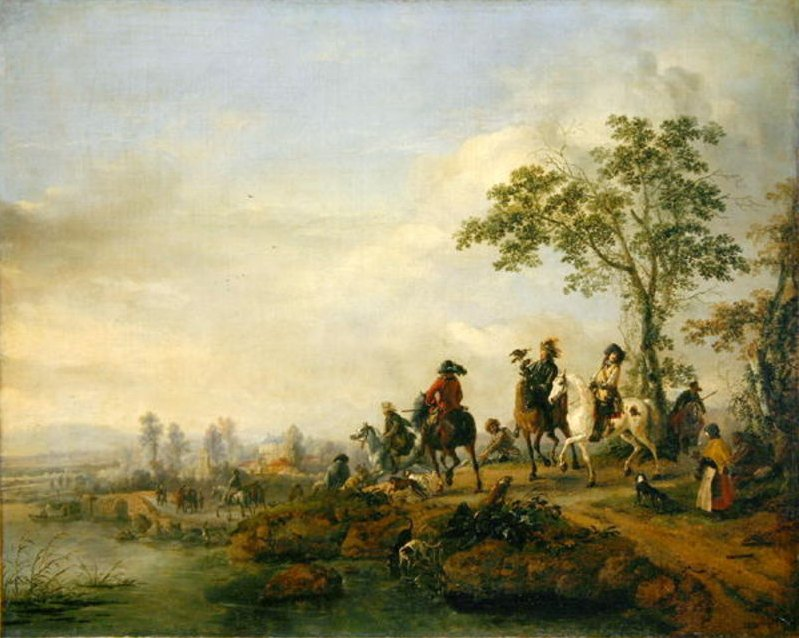
Powrót z polowania

Phillips Wolfermann (także Wouwerman lub Wouwermans) (ochrz. 24 maja 1619 w Haarlemie, zm. 19 maja 1668 tamże) – holenderski malarz barokowy.

## Życiorys
Jego pierwszym nauczycielem był ojciec, malarz historyczny Paul Joosten Wouwerman, później kształcił się w pracowni Fransa Halsa. W 1638 wyjechał ze swoją narzeczoną do Hamburga w celu zawarcia małżeństwa bez zgody jej ojca. Ok. 1642 został członkiem gildii św. Łukasza w Harlemie, gdzie mieszkał i pracował przez całe życie. Niektóre prace Wolfermanna mogą świadczyć o tym że, podróżował po południowej Francji i Włoszech, nie ma jednak na to bezpośrednich dowodów. Pod koniec życia artysta osiągnął sukces zarówno artystyczny jak i materialny, był właścicielem wielu domów i pozostawił bliskim znaczne kwoty w spadku.
Phillips Wolfermann był jednym z najbardziej utalentowanych, holenderskich twórców scen konnych XVII w., jego prace cieszyły się popularnością i były naśladowane do początków XIX w. Ulubionym tematem artysty były konie, malował również sceny myśliwskie, postacie jeźdźców, sceny batalistyczne z okresu wojny trzydziestoletniej, jarmarki, biwaki i obozy wojskowe. Na jego twórczość największy wpływ miał Pieter van Laer.
Wolfermann był bardzo płodnym twórcą, namalował ponad tysiąc obrazów z czego zachowało się ok. 700. Znacznym utrudnieniem w identyfikacji dzieł malarza była duża liczba naśladowców. Oprócz braci Pietera (1623–1682) i Jana (1629–1666) artysta wykształcił wielu uczniów m.in. Nicolaesa Ficke, Jacoba Warnarsa i Emanuela Muranta.